# Droga krajowa B498 (Niemcy)
Droga krajowa 498 (niem. Bundesstraße 498) – niemiecka droga krajowa przebiegająca na osi północ-południe i jest połączeniem drogi B6 w Goslar i drogi B241 w Osterode am Harz w zachodnim Harzu na  południu Dolnej Saksonii.
Droga, jest oznakowana jako B498 od początku lat 70. XX w.

## Rzeki
Droga przecina rzeki: Oker i Söse.